# Soframe
Soframe est un fabricant français de véhicules et d'équipement spéciaux, dont les produits sont essentiellement à destination des armées.

## Présentation
Soframe est une filiale du Groupe Lohr. L'entreprise est spécialisée dans la « mobilité protégée » et répond principalement aux besoins des armées et des forces spéciales.
La société est basée à Hangenbieten, dans le Bas-Rhin.

## Historique
LOHR Defense est fondée en 1978. L'entreprise est rebaptisée Soframe en 2000 et commence à exporter.

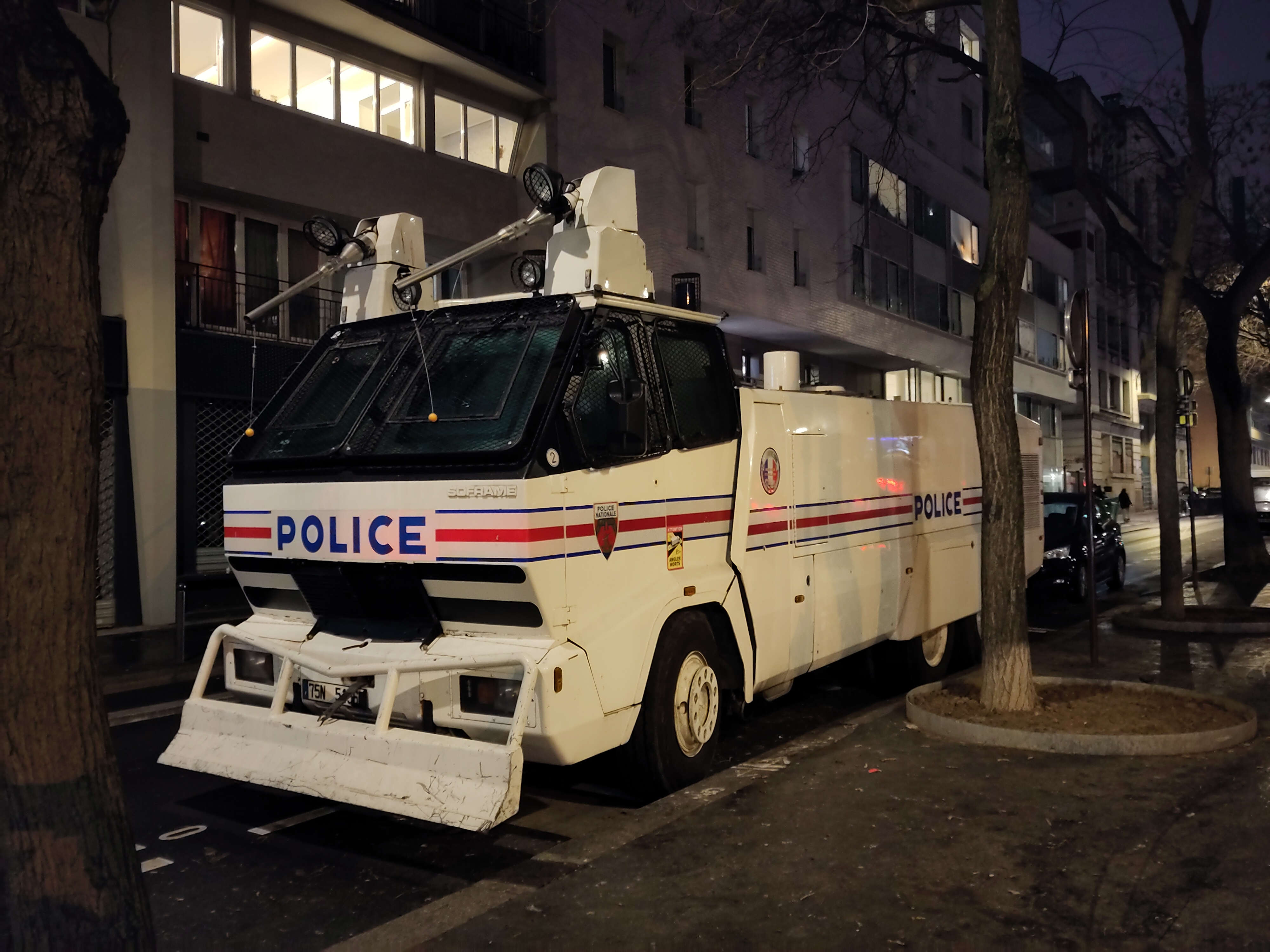
Véhicule blindé anti-émeutes en 2023.
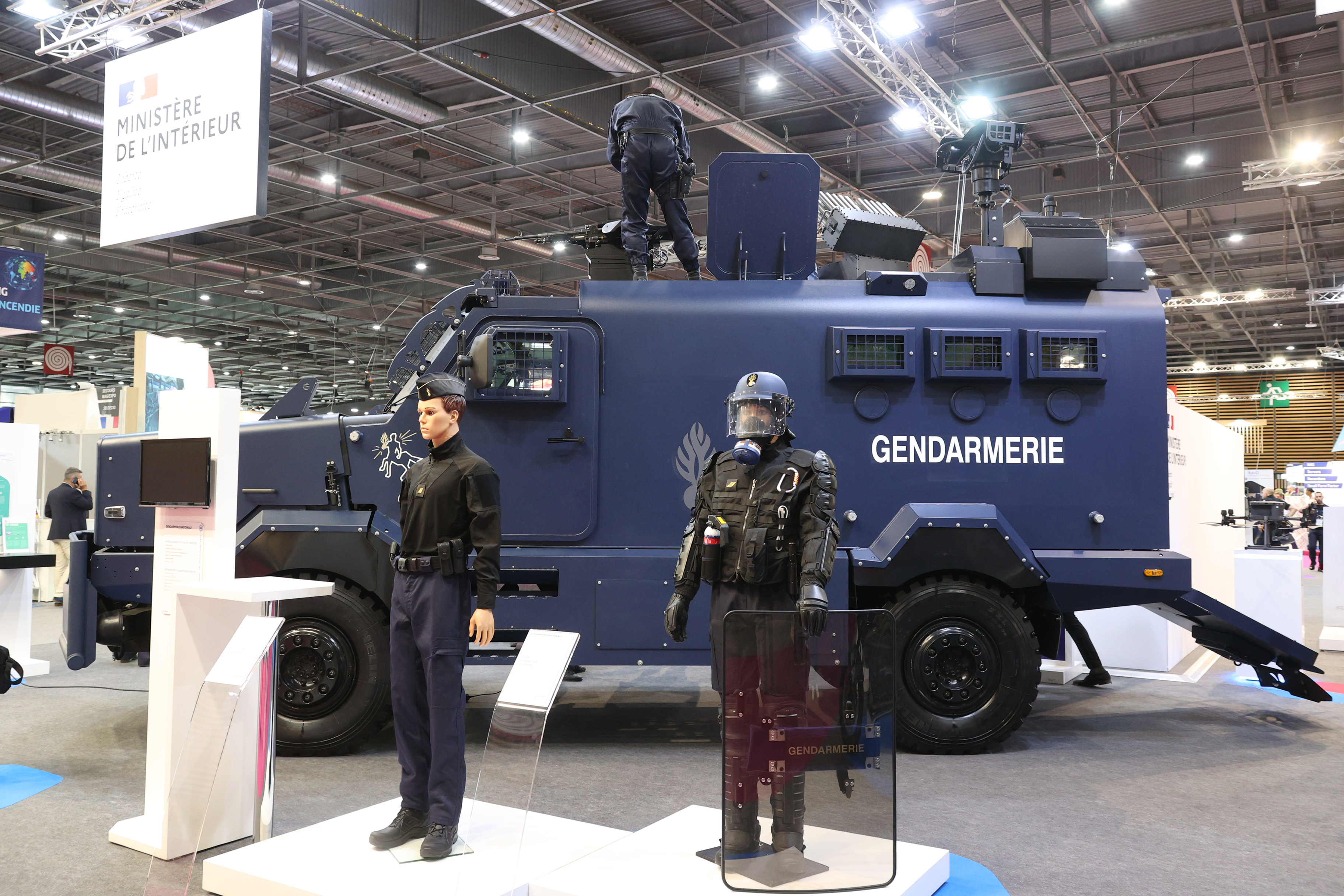
Véhicule blindé polyvalent  de la Gendarmerie nationale

Le 27 octobre 2021, le ministère de l'Intérieur français a commandé à Soframe 90 véhicules blindés « Centaure » (sur la base du modèle ARIVE) de maintien de l'ordre, dans le cadre d'un appel d'offres pour le renouvellement de véhicules blindés de la gendarmerie française. Le montant total du contrat est estimé à 57,4 millions d'euros.

## Produits
- Blindés multi rôle 
  - ARIVE : Véhicule blindé d’infanterie
  - Véhicule blindé polyvalent
  - ARAM : Ambulance protégée
  - SAKHAR : Mine Resistant Ambush Protected
  - APCL : Véhicule Blindé Léger de Transport de Personnels
  - CLV : Véhicule de Commandement et de Liaison

- Camions
  - PPLD : Porteur polyvalent terrestre
  - CRV : Véhicule de récupération de combat
  - VID MF : Véhicule anti-émeute (canon à eau)